# Redford (Texas)
Redford is een plaats (census-designated place) in de Amerikaanse staat Texas, en valt bestuurlijk gezien onder Presidio County.

## Demografie
Bij de volkstelling in 2000 werd het aantal inwoners vastgesteld op 132.

## Geografie
Volgens het United States Census Bureau beslaat de plaats een oppervlakte van
116,7 km², geheel bestaande uit land. Redford ligt op ongeveer 758 m boven zeeniveau.

## Plaatsen in de nabije omgeving
De onderstaande figuur toont nabijgelegen plaatsen in een straal van 100 km rond Redford.